# Arcole (vino)
L'Arcole è un vino DOC rosso e bianco delle province di Verona e Vicenza. 
La denominazione comprende vini rossi di grande carattere, quali il Merlot ed i Cabernet, anche riserva, e rossi di buona personalità come il Rosso Arcole. Bianchi di grande complessità vengono proposti con nome di vitigno, Pinot bianco, Pinot grigio, Chardonnay, Garganega e il Bianco Arcole.

## Caratteristiche organolettiche
- Colore giallo chiaro, paglierino, con intensità variabile e riflessi tendenti al verdino.
- Profumo delicato, con una notevole fragranza di fiori e leggeri sentori di pane appena sfornato.
- Elegante di corpo, vellutato, con gusto pieno e a volte con una fresca nota acida.

## Abbinamenti consigliati
Gli abbinamenti ideali sono con i prodotti tipici della zona Arcole DOC tra l'Adige, l'Alpone e il Guà, quali il radicchio, la polenta, le patate, la carne di qualità e soprattutto l'asparago.

## Disciplinare
Dalla vendemmia del 2000, nasce la nuova Doc Arcole. Con il riconoscimento della denominazione di origine “Arcole” pubblicata il 13/09/2000, per questa vasta zona ad alta tradizione viticola del veronese e del vicentino.

## Storia
La penetrazione romana nell'area avvenne lungo le direttrici dell'Adige e della "via Porcilana", che si immetteva sulla via Postumia. La vite era coltivata in piccoli possessi e spesso in simbiosi con altre colture, sia nella zona collinare, sia in pianura, dove i tralci potevano essere sostenuti dai rami di altre piante.
In epoca medievale la coltivazione proseguì ad opera dei monaci benedettini a partire dall'abbazia di Villanova. Nel XIII secolo diversi articoli delle carte statutarie dei paesi della zona si riferivano alla coltivazione della vite, dimostrando l'importanza della produzione di vino nell'Est veronese e specialmente nella media pianura. Spesso, nei documenti, vengono descritti terreni "cum vineis sclaveis", cioè con viti potate, oppure "cum vineis majoribus", cioè lasciate crescere liberamente su sostegni arborei.
Le viti erano tenute in grande considerazione sia dalla Repubblica di Venezia che dai rettori delle città, come attestano le "Regule" di Cologna Veneta, risalenti al 1432. A Cologna una sessantina di famiglie di possidenti terrieri sfruttarono l'abbondanza d'acqua dei fiumi con il sistema delle "seriole", per dissodare terreni abbandonati, sviluppando un'agricoltura basata sulle corti e costruendo ville e fattorie disseminate nel territorio. Nel 1770 vi fu istituita un'Accademia di agricoltura, poi abolita in epoca napoleonica, mentre sopravvisse quella di "agricoltura, scienze e lettere" di Verona, che contribuì allo sviluppo della cultura della vite nel territorio.

## Zona di produzione
La zona di produzione interessa:

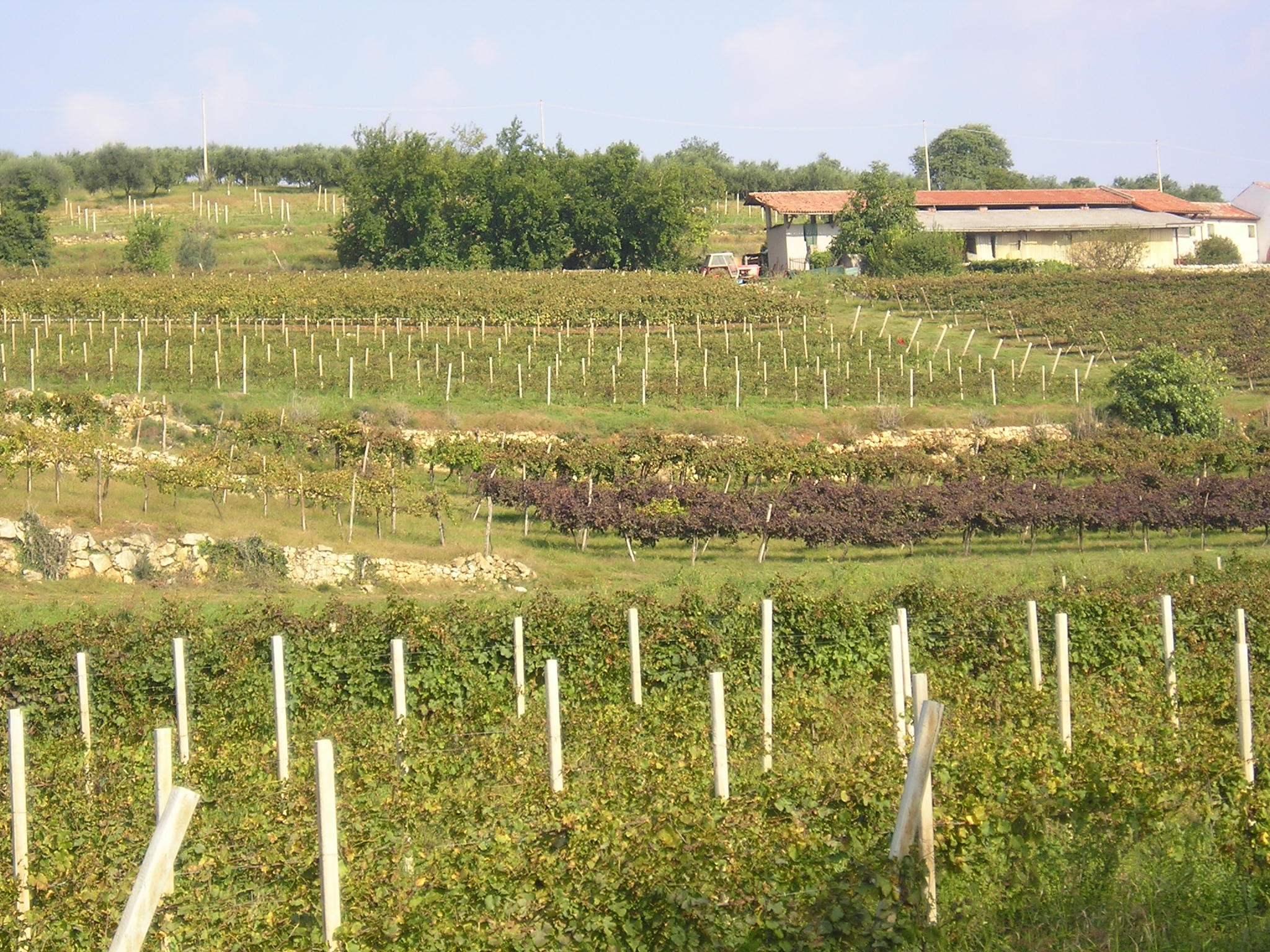
Vigneti di arcole a Lonigo

- in provincia di Verona, l'intero territorio dei comuni di Arcole, Cologna Veneta, Albaredo d'Adige, Zimella, Veronella, Zevio, Belfiore e parte di quelli di Caldiero, San Bonifacio, Soave, Colognola ai Colli, Monteforte d'Alpone, Lavagno, Pressana, Roveredo di Guà e San Martino Buon Albergo;
- in provincia di Vicenza i comuni di Lonigo, Sarego, Alonte, Orgiano e Sossano, per l'intera superficie comunale.

Il territorio si presenta uniformemente pianeggiante nella parte sud occidentale, secondo i caratteri tipici di una pianura alluvionale, mentre la zona collinare inizia con il rilievo Motta a San Bonifacio e ad oriente con una parte dei Colli Berici.
L'area è caratterizzata dalla presenza di numerosi fiumi (l'Adige e i corsi d'acqua locali: Illasi, Alpone, Agno (torrente), Guà, Frassine e Fratta) e le acque hanno condizionato la stratificazione del terreno, con depositi alluvionali variamente distribuiti; dall'epoca del dominio veneto furono iniziate grandi opere idrauliche per eliminare il problema delle inondazioni periodiche, fino alla recente bonifica e costruzione degli argini.
La pianura risulta morfologicamente movimentata, per i fenomeni di erosione e sedimentazione di origine fluviale, dalla presenza di dossi, terrazzi e di scarpate con non più di una decina di metri di dislivello. I terreni presentano depositi sabbiosi, localmente con percentuali variabili di limo, e secondariamente ghiaiosi). Le aree ove affiorano dossi limoso-sabbiosi, che si sviluppano in varie direzioni, corrispondono alle antiche divagazioni del fiume stesso. Mentre i depositi limosi di origine lessinea presentano una colorazione marrone-rossastra, quelli di origine atesina invece assumono una colorazione marrone chiaro-nocciola.
L'area vicentina si caratterizza per i depositi alluvionali di colore rosso scuro del torrente Frassine, derivanti dal dilavamento di dolomie marnose, basalti, porfidi, calcari gessosi, sovrapposti ai terreni formati nell'epoca quaternaria dal ghiacciaio Adige-Sarca.
La zona collinare ad ovest dei Colli Berici, tra i comuni di Sarego, Lonigo, Orgiano e Sossano, è costituita da terreni provenienti da rocce calcaree dell'eocene superiore e dell'oligocene, le quali, a seconda del diverso grado di decomposizione subita, hanno dato luogo a terre di natura molto varia: dal tipo rosso, fortemente argilloso e decalcificato, a quelle del tipo prevalentemente biancastro, friabile, sassoso, calcareo, arido.
L'area dell'Arcole Doc presenta un clima relativamente omogeneo di tipo continentale, con estati molto calde e afose e inverni rigidi e nebbiosi.
Le temperature massime si collocano fra la seconda decade di luglio e la prima di agosto e le minime fra la prima e la terza decade di gennaio.
L'escursione termica annua è abbastanza elevata, mentre la piovosità risulta contenuta anche se ben distribuita durante l'anno.

## Monumenti lungo la strada del vino dell'Arcole DOC
- Monastero di San Giuliano di Lepia.
- Gombion, località teatro di scontri durante la battaglia di Arcole (15-17 novembre 1796 tra Francesi e Austriaci).
- Pieve della Strà (ora santuario), che custodisce la Madonna dipinta da Giovanni Zebellana (nascosta per evitarne il furto o il danneggiamento durante la battaglia) con la vicina chiesa dei Santi Vito e Modesto (un tempo pieve).
- Bova, anch'essa teatro di scontri durante la battaglia.
- Corte Polfranceschi, oltre l'Adige, i cui proprietari giacobini furono prigionieri nella fortezza austriaca di Petervaradino.
- Pieve di Scardevara, di origine romanica.
- Ronco all'Adige, con un'antica chiesa recentemente restaurata e sede del quartier generale napoleonico durante la battaglia (nella ex canonica, attuale sede municipale). Prima della battaglia vi era stato costruito un ponte di barche, con le imbarcazioni requisite dai Francesi nella zona, che consentì loro il passaggio verso la zona acquitrinosa della Zerpa (con le località di San Salvatore, Bionde e Cantalovo).
- Ponte sull'Alpone, nei pressi di Arcole, dove i napoleonici eressero un obelisco in memoria della battaglia.
- Arcole, sede del museo napoleonico "Gustavo Antonelli".
- Villa Lavagnoli a San Gregorio di Veronella, dove Napoleone avrebbe trascorso la notte della vittoria.
- Chiesa dell'Alzana con accanto il Museo della Civiltà contadina.
- Motta (chiesa di Sant'Abbondio e resti dell'antico castello), dove furono appostate le artiglierie austriache il giorno dopo la battaglia.